# Миеттинен, Антти
Антти Миеттинен (фин. Antti Miettinen; 3 июля 1980, Хямеэнлинна, Финляндия) — финский хоккеист, крайний нападающий. Воспитанник клуба ХПК, за который в настоящий момент и выступает.

## Карьера
Антти Миеттинен начал свою профессиональную карьеру в 1998 году в составе родного клуба SM-liiga ХПК, выступая до этого за его фарм-клуб. 2 года спустя на драфте НХЛ он был выбран в 7 раунде под общим 224 номером клубом «Даллас Старз». За время своего выступления за ХПК Антти четырежды становился бронзовым призёром финского первенства, а в 2003 году он получил звание лучшего игрока чемпионата Финляндии. Всего на счету Миеттинена 148 (63+85) очков в 245 матчах SM-liiga.
Перед началом сезона 2003/04 Антти принял решение отправиться в Северную Америку, где он стал игроком фарм-клуба «Далласа» «Юта Гриззлис». 8 октября 2003 года Миеттинен дебютировал в НХЛ в матче против «Анахайма», а уже спустя 3 дня он забросил свою первую шайбу в лиге в ворота «Нэшвилл Предаторз». После локаутного сезона, проведённого в АХЛ в клубе «Гамильтон Булдогс», Антти, наконец, стал основным игроком «звёзд».
В «Далласе» Миеттинен в среднем стабильно набирал чуть больше 30 очков за сезон, однако 3 июля 2008 года, находясь в статусе свободного агента, он подписал контракт с «Миннесотой Уайлд». За 3 сезона в составе «дикарей» Антти провёл 234 матча, в которых он набрал 121 (51+70) очко. 16 августа 2011 года Миеттинен заключил двухлетнее соглашение с казанским «Ак Барсом», однако, проведя в его составе лишь 20 матчей, и набрав 8 (2+6) очков, 25 ноября он покинул клуб по обоюдному согласию сторон, впоследствии заявив о том, что его переход в российский клуб стал ошибкой.
12 декабря 2011 года Антти вернулся в НХЛ, подписав двухлетний контракт с клубом «Тампа-Бэй Лайтнинг», однако на следующий день он был забран с обязательного драфта отказов «Виннипегом».

### Международная
В составе сборной Финляндии Антти Миеттинен принимал участие в молодёжном чемпионате мира 2000 года. На взрослом уровне Антти выступал на 6 чемпионатах мира, которые принесли ему серебряные и бронзовые награды, а также Олимпийских играх 2010 года, где он вместе с командой завоевал бронзовые медали. На этих турнирах Миеттинен провёл 51 матч, набрав 24 (9+15) очка. Также Антти призывался под знамёна сборной для участия в матчах Еврохоккейтура в сезонах 2002/03 и 2009/10.

## Достижения
- Бронзовый призёр Олимпийских игр 2010.
- Серебряный призёр чемпионата мира 2007.
- Бронзовый призёр чемпионата мира 2006.
- Бронзовый призёр чемпионата Финляндии (4): 1999, 2000, 2002, 2003.
- Лучший игрок чемпионата Финляндии 2003.
- Лучший игрок регулярного сезона чемпионата Финляндии 2003.
- Член символической сборной чемпионата Финляндии 2003.

## Статистика
| Легенда | Легенда                    | Легенда | Легенда                   | Легенда | Легенда    |
| ------- | -------------------------- | ------- | ------------------------- | ------- | ---------- |
| И       | Количество проведённых игр | Штр     | Штрафное время            | +/−     | Плюс-минус |
| Г       | Голы                       | П       | Голевые передачи          | О       | Очки       |
| -       | Статистика неизвестна      | —       | Статистика не учитывалась |         |            |

## Интересные факты
- Миеттинен — участник музыкальной группы под названием «Цемент», в которой он является гитаристом.